# MultiMediaCard

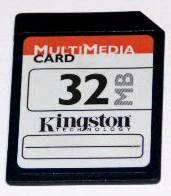
MultiMedia Card 32MB

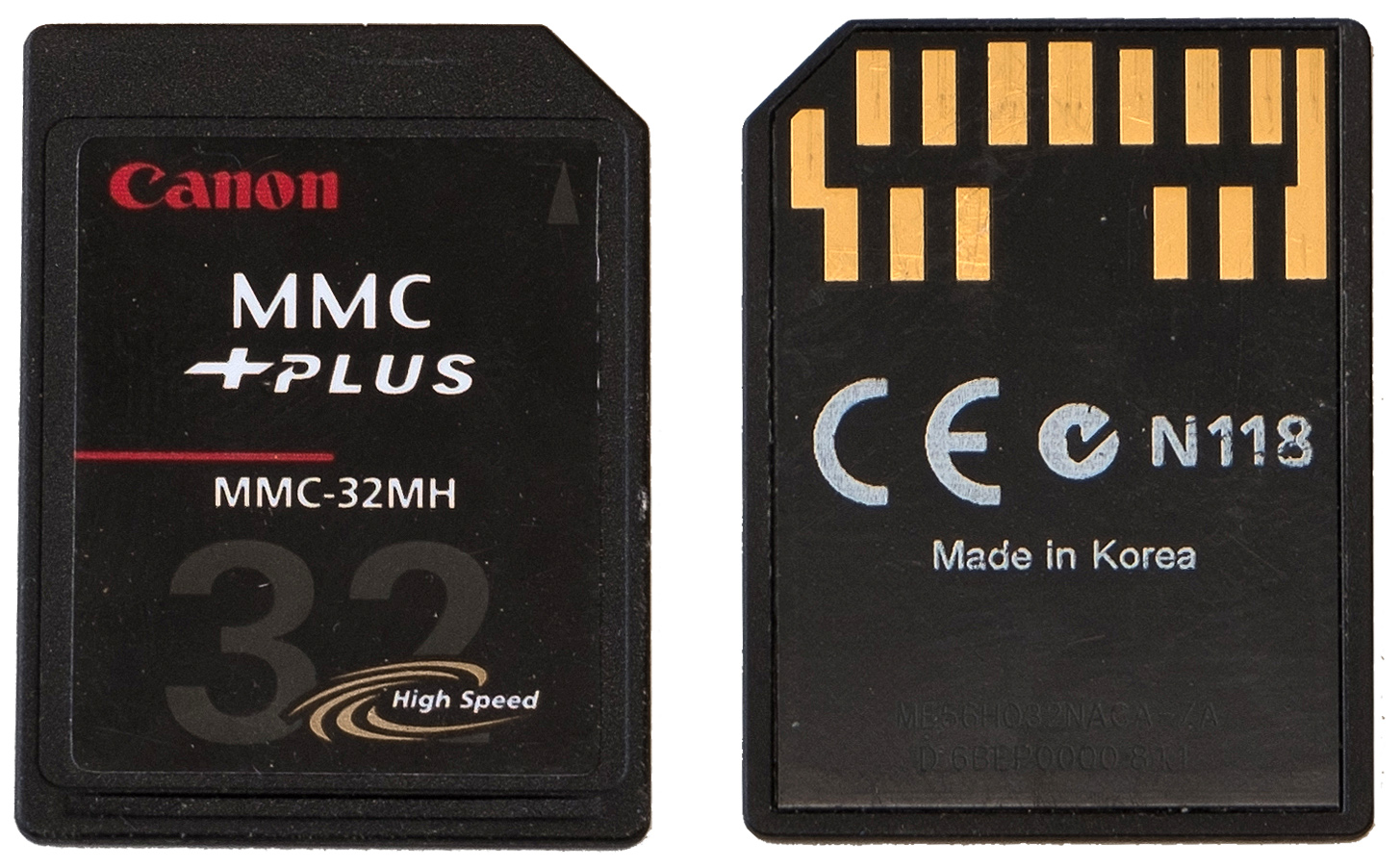
MMC High Speed 32 MB

MultiMediaCard (MMC) — портативна флеш-карта пам'яті, використовується в цифрових фотоапаратах, мобільних телефонах тощо.
Існує також Micro Memory Card (MMC), конструктивно ідентична карті Multimedia Card, проте вона відрізняється по логічній розмітці і призначена виключно для використання в ПЛК SIMATIC S7 фірми Siemens AG.
Загалом, існує 4 модифікації карт пам'яті MultiMedia: MMC, RS-MMC, MMCmobile і MMCmicro.
Розроблена в 1997 компаніями Siemens AG і SanDisk. Розмір 24×32×1,5 мм.

## Варіанти
З 2004 року випускається також в зменшеному корпусі 24×18×1,5 мм — RS-MMC (англ. Reduced size MMC). За допомогою простого механічного адаптера карти RS-MMC можна використовувати з устаткуванням, розрахованим на «повнорозмірні» MMC. Випускаються також Dual Voltage Reduced Size MMC (MMCmobile), які можуть працювати не тільки на стандартній напрузі живлення 3 В, але і на 1,8 В.
MMC здебільшого сумісна з розробленою трохи пізніше SD-картою і може використовуватися замість SD. У зворотному напрямі заміна найчастіше неможлива, оскільки SD-карти товстіші за MMC і просто механічно можуть не увійти до слота для MMC-карти. MMC підтримує відносно простій відкритий протокол передачі даних SPI.
Також існують стандарти MMC+ (висока швидкість передачі даних і підтримка 8-бітової шини даних (У SD і MMC використовуються 4-х бітова шина даних), для чого була додана додаткова група контактів. (Відповідно в пристроях без повної підтримки MMC+ ця карта працює як стандартна MMC). MMC+ повністю сумісні з SD/MMC пристроями) і MMCmicro (розміром 12 x 14 x 1.1 мм).

### eMMC

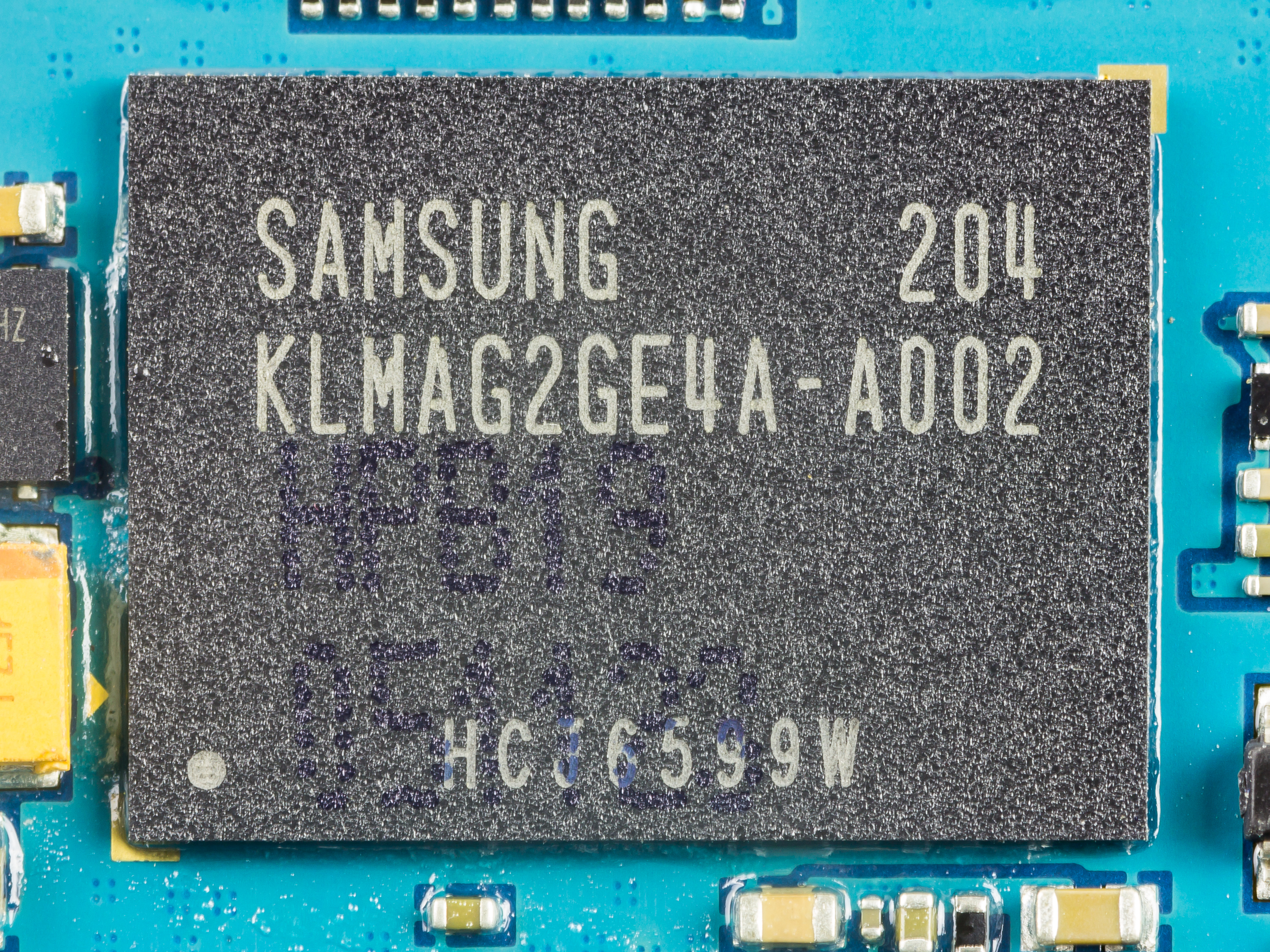
eMMC KLMAG2GE4A-A002 всередині планшету Samsung Galaxy Tab 2 10.1.

eMMC (англ. embedded MMC, «MMC для вбудовуваних систем») — варіант пам'яті, оформлений разом з контролером у вигляді мікросхеми, призначеної для впаювання у плату пристрою, зазвичай з контактами типу BGA.
Мікросхеми eMMC існують у варіантах зі 100, 153 або 169 виводами; інтерфейс обміну — 8-розрядний паралельний.
Майже всі мобільні телефони і планшетні комп'ютери використовували даний тип пам'яті приблизно до 2016 року, коли з'явився стандарт Universal Flash Storage (UFS).
Остання версія стандарту eMMC — 5.1A (станом на січень 2019 року) визначена комітетом JEDEC.. Швидкість обміну мікросхем, реалізованих за даним стандартом, може досягати 400 мегабайт за секунду.
eMMC не підтримує протокол SPI.